# Fiordichthys
Fiordichthys is een geslacht van straalvinnige vissen uit de familie van naaldvissen (Bythitidae).

## Soorten
- Fiordichthys slartibartfasti Paulin, 1995
- Fiordichthys paxtoni (Nielsen & Cohen, 1986)